# Abaroa-San Miguel
Abaroa-San Miguel (hiszp. Estación de Abaroa-San Miguel, bas: Abaroa-San Miguel geltokia) – przystanek kolejowy w Basauri, w prowincji Vizcaya we wspólnocie autonomicznej Kraj Basków, w Hiszpanii.
Jest częścią linii C-3 Cercanías Bilbao.

## Położenie stacji
Znajduje się na linii kolejowej Castejón – Bilbao w km 241,7, na wysokości 51 m n.p.m.

## Stacja
Stacja została otwarta w dniu 1 marca 1863 wraz z całym odcinkiem Bilbao-Orduña linii kolejowej łączącej docelowo Castejón z Bilbao. Prace były prowadzone przez Compañía del Ferrocarril de Tudela a Bilbao utworzonej w 1857. W 1865 przedsiębiorstwo ogłosiło upadłość, ponieważ nie mogło przezwyciężyć trudności gospodarczych wynikających z inwestycji w budowę linii i interwencji Banku Bilbao. W 1878 roku firma ta została przejęta przez Norte, która była właścicielem stacji aż do nacjonalizacji kolei w Hiszpanii w 1941 roku i utworzenia przedsiębiorstwa RENFE
Od 31 grudnia 2004 linię obsługuje Renfe, podczas gdy budynkiem dworca zarządza Adif.

## Linie kolejowe
- Castejón – Bilbao